# Igor Biezler

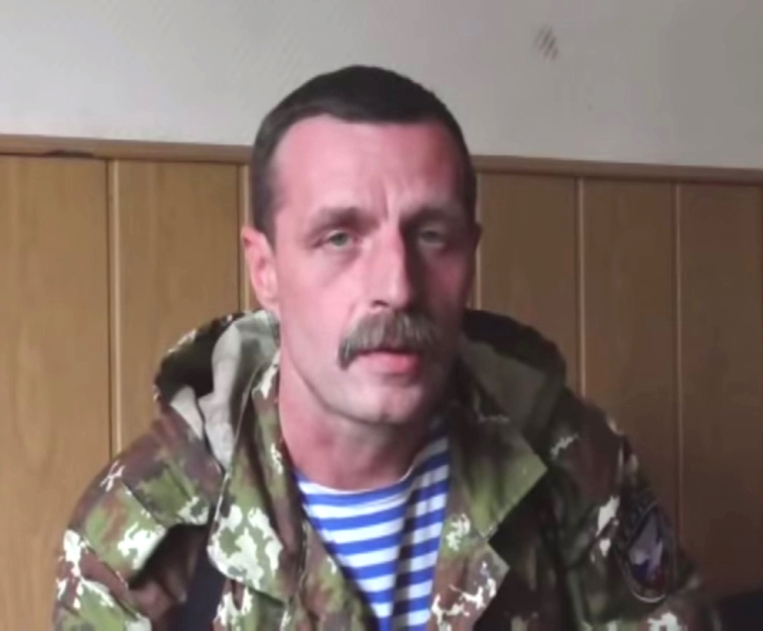
Igor Biezler w 2014

Igor Nikołajewicz Biezler (ros. Игорь Николаевич Безлер), ps. „Bies” (ur. 30 grudnia 1965 w Symferopolu, USRR) – jeden z liderów prorosyjskich separatystów na wschodzie Ukrainy, komendant miasta Gorłówka.
W latach 1994–1997 studiował w Akademii Wojskowej im. Dzierżyńskiego w Moskwie, następnie pełnił służbę wojskową w armii rosyjskiej. W 2012 r. mieszkał w Gorłowce. W 2013 brał udział w prorosyjskim ruchu separatystycznym na Krymie, a później na wschodniej Ukrainie, gdzie dowodził akcją opanowania przez separatystów i obrony przed wojskami rządowymi Gorłowki. We wrześniu 2014 otrzymał od władz separastycznej Donieckiej Republiki Ludowej stopień generała-majora.
Przez zachodnie i ukraińskie media podejrzewany o zestrzelenie malezyjskiego samolotu pasażerskiego Boeing 777 w lipcu 2014.